# Verónika con K
Verónika con K (Santo Domingo, México, 10 de julio de 1952) es una actriz, cantante y presentadora de televisión mexicana.

## Biografía
Verónika con K. nació como Nicanora Verónica Hernández Ávila en Santo Domingo, Oaxaca, México. Cuando joven se mudó a Acapulco, Guerrero, donde comenzó una carrera como cantante de radio, su voz la llevó a participar en el famoso programa Siempre en Domingo en 1971, conducido por Raúl Velasco, fue tanto el éxito de aquel episodio que no tardó en lanzar su primer disco como cantante de música tropical y después debutó en la actuación. Actuó en películas tales como Satánico Pandemonium (1975), El guía de los turistas (1976), ¡Oye Salomé! (1978), entre otras. Como actriz ha destacado en telenovelas como Carrussel (1989), Marisol (1996) y Destilando amor con una pequeña participación en 2007. En los años posteriores se integró fuertemente al teatro y actuó en dos episodios de La rosa de Guadalupe, un episodio en 2010 y otro en 2015. En 2016 celebró 45 años de carrera artística con una presentación en teatro, en la cual mandó un mensaje a los productores de cine, televisión y teatro diciendo que estaba más viva que nunca y con ganas de trabajar.
En 2017, Verónika con K regresa a las telenovelas en El vuelo de la Victoria, actuando junto a Paulina Goto, Mane de la Parra, René Strickler, entre otros.

## Filmografía

### Telenovelas
- Carrusel (1989-1990) - Belén de Rivera
- Marisol (1996) - Zalmudia
- Mi querida Isabel (1996)
- Mi pequeña traviesa (1997-1998) - Ramona
- El privilegio de amar (1998-1999) - Caridad
- Abrázame muy fuerte (2000-2001) - Casilda
- Bajo la misma piel (2003) - Liz
- Mariana de la noche (2003-2004) - Ruth Samanéz
- Alborada (2005-2006) - Carmó
- Destilando amor (2007)
- El vuelo de la victoria (2017) - Crescencia "Chencha" Tonantzin

### Series de televisión
- Chispas de chocolate (1986) (varios episodios)
- S.O.S.: Sexo y otros Secretos (2008) - Actriz de telenovela (1 episodio)
- La rosa de Guadalupe (2010-2015) - Agnes/Delphine (2 episodios)

### Cine
- Satánico pandemonium (1975) - Sor Caridad
- 'El guía de las turistas (1976) - Turista
- ¡Oye Salomé! (1978)
- La mujer del puerto (1989)
- Hembras de tierra caliente(1991)

### Programa de televisión
- Muévete (2006-2007) - Conductora